# 25674 Kevinellis
25674 Kevinellis è un asteroide della fascia principale. Scoperto nel 2000, presenta un'orbita caratterizzata da un semiasse maggiore pari a 2,2870224 UA e da un'eccentricità di 0,1041496, inclinata di 3,67887° rispetto all'eclittica.